# Agnodike
Agnodike (gr.  Ἀγνοδίκη) – legendarna postać, żyjąca prawdopodobnie w IV w. p.n.e., uznawana za pierwszą położną i kobietę lekarza w starożytnych Atenach. Znana jest dzięki rzymskiemu pisarzowi Gajuszowi Juliuszowi Hyginowi, który opisał jej historię w swoim dziele Fabulae .

## Opis
Według Higinusa, Agnodike, piękna, dobrze urodzona Atenka, ścięła włosy i ubrana w luźną tunikę, studiowała medycynę pod kierunkiem wykładającego w Aleksandrii Herofilosa z Chalcedonu, wybitnego znawcy anatomii. Nie wzbudzając niczyich podejrzeń zdobyła wykształcenie.
W starożytnej Grecji kobiety nie tylko były pozbawione praw obywatelskich i wyborczych. Nie mogły leczyć i zajmować się ciężarnymi kobietami. Nawet pionier medycyny Hipokrates, żyjący w V wieku p.n.e., zakazał kobietom wstępu do swojej szkoły na wyspie Kos. Pozwalał im jedynie na naukę położnictwa w Azji Mniejszej. Po jego śmierci Grecy całkowicie zabronili kobietom praktyk medycznych pod groźbą kary pozbawienia życia.
Przebrana za mężczyznę pracowała jako lekarz w swoim rodzinnych Atenach. Wiele kobiet jednak nie chciało wizyt mężczyzn, szczególnie przy porodach, wtedy Agnodike rozchylała tunikę. W miarę jak rosła jej popularność wśród pacjentek, rywalizujący lekarze oskarżali ją o uwodzenie kobiet w Atenach, a nawet o rozpustę i gwałty. Została postawiona przed Areopagiem, gdzie wobec rady ujawniła swoją płeć ławie przysięgłych, podnosząc tunikę. Gest ten znany był w starożytnej Grecji jako anasyrma. Wtedy została oskarżona o nielegalną praktykę lekarską jako kobieta. W jej obronie wystąpiły kobiety z Aten, które chwaliły ją za jej skuteczne leczenie. Pod ich naciskiem została nie tylko uniewinniona, ale też wszystkie wolno urodzone Greczynki zostały dopuszczone do zgłębiania tajników położnictwa .
Historię Agnodike opisał rzymski pisarz Gajusz Juliusz Hyginus, żyjący w czasach Juliusza Cezara i Oktawiana Augusta. Spisał wiele greckich opowieści i zawarł je w dziele Fabulae. Wśród nich znalazła się również opowieść o Agnodike . Anegdotyczny charakter opowieści wskazywać może, że kobieta była raczej postacią mityczną, do czego skłania się wielu współczesnych badaczy. Tym bardziej, że jej imię, w dosłownym tłumaczeniu „czysta przed sprawiedliwością”. Natomiast fakt, że historia o kobiecie lekarzu pojawiła się w dziele Hyginusa wskazuje na to, że problem dostępu kobiet do opieki medycznej był żywy w starożytnej Grecji, zarówno w czasach, w których miała żyć Agnodike, czyli na przełomie VI i III wieku p.n.e. jak i w czasach, gdy żył pisarz. Już William Smith (1813–1893) brytyjski leksykograf, autor popularnego Dictionary of Greek and Roman Biography and Mythology opisując postać Agnodike, podaje w wątpliwość istnieje argumentując, że mało prawdopodobne, aby kobieta była kiedykolwiek w Aleksandrii, lub Herofilos z Chalcedonu był w Atenach. Z kolei Nancy Demand twierdzi, że już w czasach Hipokratesa niektóre położne zwiększyły swój status, współpracując z lekarzami płci męskiej .